# Szigetszentmiklós
Szigetszentmiklós je město ve středním Maďarsku. Žije zde přibližně 40 tisíc obyvatel. Nachází se v bezprostřední blízkosti Budapešti, na ostrově Csepel, v regionu Ráckeve.

## Název
Název v překladu znamená Svatý Michal na ostrově.
- Sziget (maďarsky: ostrov) – město leží na Csepelském ostrově
- Szent Miklós – Svatý Mikuláš, patron města

## Historie

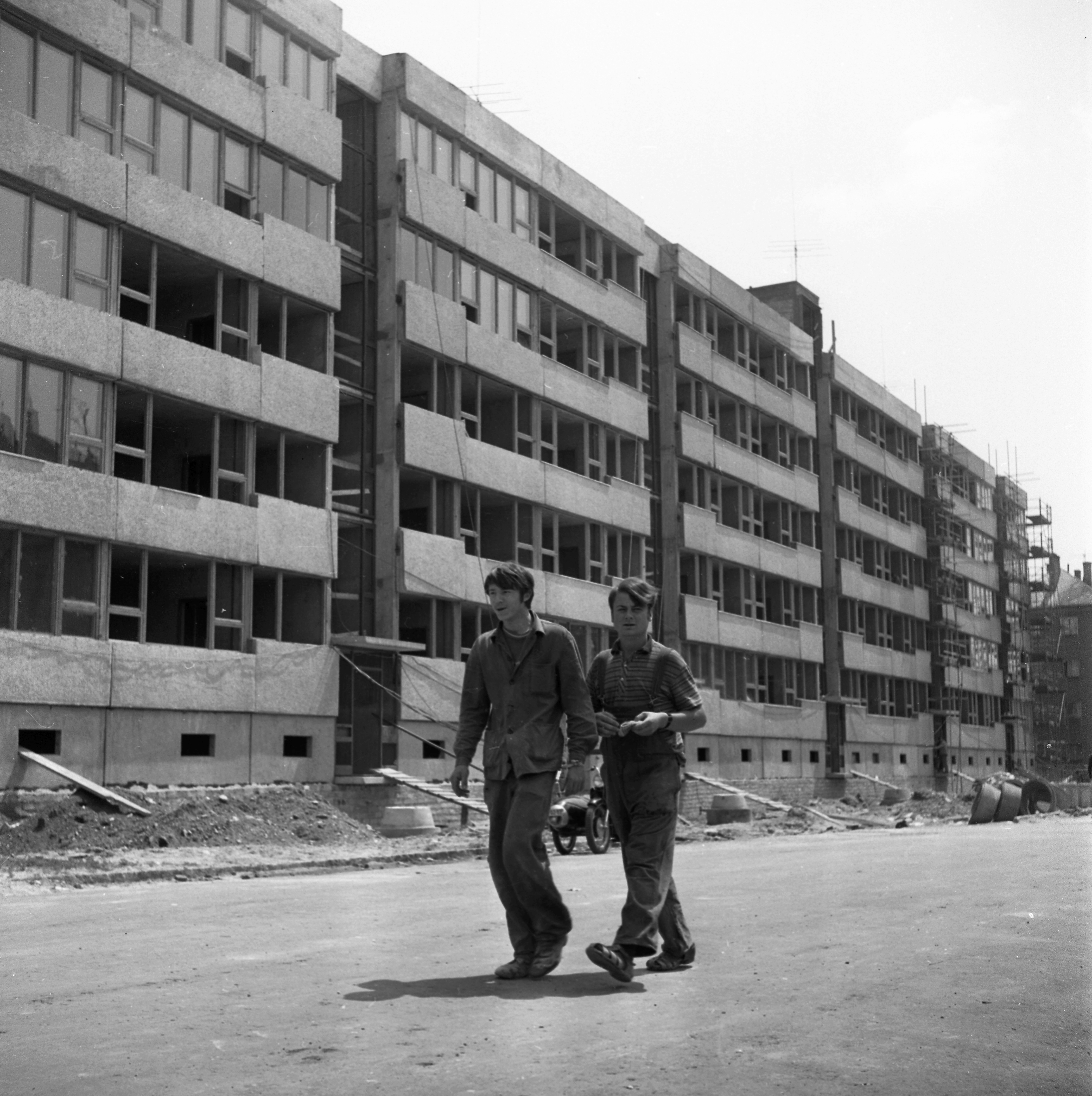
Panelové domy ve výstavbě v Szigetszentmiklósi v roce 1971.

Původně se zde nacházela vesnice, díky čemuž má Szigetszentmiklós několik set let dlouhou historii. Obec je dobře patrná na mapách druhého i třetího vojenského mapování, kde je zástavba soustředěna okolo současného reformovaného kostela. V některých oblastech ji od Dunaj odděluje močál nebo lužní les. K větším změnám v tehdejší vesnici nedocházelo i díky chybějícímu spojení s metropolí tehdejších Uher, Budapeští. Při výstavbě protipovodňové hráze k Dunaji v roce 1898 byly objeveny hliněné nádoby z dávných dob.
Později byla po původním břehu Dunaje v trase silnice vedena železnice.
Po druhé světové válce význam města vzrostl díky nedalekým továrnám. Byly proto vybudovány nové bytové domy a později i panelová sídlíště v centru města (sídliště Józsefa Atilly – maďarsky József Atilla-telep a Nový Szigetsentmiklós). Ubytováni zde byli např. dělníci nedaleké automobilky, která v dobách své největší slávy zaměstnávala na deset tisíc lidí. Sídliště vznikly na jižním okraji města, zahrnují jak bytové domy z 50. let 20. století, tak i paneláky z období konce existence socialistického Maďarska.
V roce 1986 získal Szigetszentmiklós statut města.
Na počátku 21. století zde měl být postaven fotbalový stadion, projekt nicméně provází prodlení a problémy. Obec zaznamenala značný růst počtu obyvatel na přelomu 20. a 21. století. Stala se třetí nejoblíbenější destinací a zaznamenala více než osmdesátiprocentní růst počtu obyvatel v tomto období.

## Kultura
Ve městě stojí památný dům Ádáma Jenőa a dále muzeum motorismu, kde se nachází stará vozidla. Od 60. let existuje také vlastivědná sbírka, tedy soubor předmětů z doby života obyvatel obce v 19. a 20. století.
V centru obce se nachází Ostrovní divadlo (maďarsky Sziget Színház).
Hlavní kostel je zasvěcen svatému Mikulášovi. Nedaleko od něj stojí také řeckokatolický svatostánek.

## Doprava
Do města vede železniční trať, která zde má tři zastávky: hlavní nádraží, zastávku József Attila-telep a Szigetszentmiklós-Gyártelep.

## Známé osobnosti
V roce 1939 se zde narodil Janos Nadasdy.

## Partnerská města
- Haukipudas, Finsko
- Gheorgheni, Rumunsko
- Busko-Zdrój, Polsko
- Specchia, Itálie
- Steinheim, Německo
- Gorna Orjachovica, Bulharsko
- Kočani, Severní Makedonie